# Megalomma pigmentum
Megalomma pigmentum är en ringmaskart som beskrevs av Reish 1963. Megalomma pigmentum ingår i släktet Megalomma och familjen Sabellidae.
Artens utbredningsområde är Mexikanska golfen. Inga underarter finns listade i Catalogue of Life.